# Mario Flores Figueroa
Mario Ángel Flores Figueroa (Texistepeque; 31 de mayo de 1943) es un exfutbolista salvadoreño que jugaba como delantero.

## Trayectoria
Era apodado "maclin" y debutó con el FAS el 31 de diciembre de 1961 contra el Cruzeiro de Brasil, anotando en la derrota de 2 a 1. Ganó el bicampeonato de la Primera División en las temporadas 1961-62 y 1962.
Siguió jugando con el Sonsonate, Atlante San Alejo y pasó a Segunda División con Municipal Limeño, Mario Calvo y se retiró en el Once Municipal.

## Selección nacional
Se quedó en el grupo 4 con El Salvador en los Juegos Olímpicos de México 1968, estando en la derrota contra Israel de 3-1.

### Participaciones en Juegos Olímpicos
| Torneo                   | Sede   | Resultado    |
| ------------------------ | ------ | ------------ |
| Juegos Olímpicos de 1968 | México | Primera fase |

## Clubes
| Club              | País        | Año       |
| ----------------- | ----------- | --------- |
| FAS               | El Salvador | 1961-1968 |
| Sonsonate         | El Salvador | 1968-1969 |
| Atlante San Alejo | El Salvador | 1969-1972 |
| Municipal Limeño  | El Salvador | 1972-1973 |
| Mario Calvo       | El Salvador | 1973-1974 |
| Once Municipal    | El Salvador | 1974-1976 |

## Palmarés

### Títulos nacionales
| Título           | Equipo | País        | Año     |
| ---------------- | ------ | ----------- | ------- |
| Primera División | FAS    | El Salvador | 1961-62 |
| Primera División | FAS    | El Salvador | 1962    |